# Distretto di Namtha
Il distretto di Namtha (in lingua lao ເມືອງນໍ້າທາ, traslitterato Muang Namtha) è uno dei cinque distretti (muang) della provincia di Luang Namtha, nel Laos. Ha come capoluogo Luang Namtha.